# Haploidización
La haploidización es el proceso de crear una célula haploide a partir de una célula diploide. Se trata de un procedimiento de laboratorio que fuerza a una célula normal a desechar la mitad de su contenido cromosómico y quedarse con un solo conjunto de cromosomas. Una célula sometida a este tratamiento es equivalente, en los mamíferos, a un espermatozoide u óvulo.
Éste fue uno de los procedimientos empleados por unos investigadores japoneses para obtener al ratón hembra Kaguya, que no tiene padre.
- Datos: Q3773248